# Arno Wallaard Memorial
El Arno Wallaard Memorial és una competició ciclista d'un dia que es disputa a Alblasserwaard (Països Baixos) al mes d'abril. Creada el 1984 com a Omloop Alblasserwaard, el 2007 va adquirir el nom actual en memòria del ciclista Arno Wallaard, mort l'any anterior. El 2009 va entrar a formar part del calendari de l'UCI Europa Tour.

## Palmarès
| Any                    | Vencedor              | Segon                | Tercer               |
| ---------------------- | --------------------- | -------------------- | -------------------- |
| Omloop Alblasserwaard  |                       |                      |                      |
| 1984                   | Arie Overbeeke        | Kees Kolsteeg        | John de Vries        |
| 1985                   | Arie Overbeeke        | Mathieu Hendriks     | Harrie Deelen        |
| 1986                   | Patrick Bol           | Eric Nieuwerth       | Kees Hopmans         |
| 1987                   | John de Crom          | Rene Beuzenkamp      | Wim Otte             |
| 1988                   | Jos Gevers            | Rene Beuzenkamp      | Peter Hogervorst     |
| 1989                   | Allard Engels         | Johan Melsen         | Godert de Leeuw      |
| 1990                   | Ton Zwirs             | Marc den Hoed        | Casper van der Meer  |
| 1991                   | Herman Woudenberg     | Ben van Leijen       | Desi Schilperoord    |
| 1992                   | Max van Heeswijk      | Henk Schipper        | Ron Houtop           |
| 1993                   | Stefan van Teijlingen | Dave van de Watering | Piet Eikelenboom     |
| 1994                   | Leon Rotteveel        | Peter Voshol         | Tommy Post           |
| 1995                   | Tommy Post            | Jan Goedendorp       | Pieter Stenger       |
| 1996                   | Niels Harms           | Christian Back       | Tom Hoedemakers      |
| 1997                   | Corné Castein         | Ben van Leijen       | Jacco Konijn         |
| 1998                   | Edwin Hofstee         | Andries van Reek     | Adri Frijters        |
| 1999                   | Arno Wallaard         | Rob Sienders         | Peter Voshol         |
| 2000                   | Herold Dat            | Jurgen van Pelt      | Ad van den Boogaard  |
| 2001                   | Peter van Agtmaal     | Jurgen van Pelt      | Mathieu Heijboer     |
| 2002                   | Berry Hoedemakers     | Arthur Farenhout     | Paul van Schalen     |
| 2003                   | Rob Koole             | Boudewijn de Graaff  | Nico Vuurens         |
| 2004                   | Ger Soepenberg        | Marcel Beima         | Edwin Kompier        |
| 2005                   | Gideon De Jong        | Thomas Berkhout      | Cornelius van Ooijen |
| 2006                   | Dennis van Winden     | Dirk Bellemakers     | Bauke Mollema        |
| Arno Wallaard Memorial |                       |                      |                      |
| 2007                   | Denis Flahaut         | Fulco van Gulik      | Lieuwe Westra        |
| 2008                   | Cornelius van Ooijen  | Sebastian Frey       | Erik van Lakerveld   |
| 2009                   | Lieuwe Westra         | Eric Baumann         | Kenny van Hummel     |
| 2010                   | Stefan van Dijk       | Kenny van Hummel     | Denis Flahaut        |
| 2011                   | Arne Hassink          | René Hooghiemster    | Mark Schreurs        |
| 2012                   | Dylan van Baarle      | Jesper Asselman      | Daan Meijers         |
| 2013                   | Coen Vermeltfoort     | Mike Teunissen       | Sean De Bie          |
| 2014                   | Edvin Wilson          | Thomas Stewart       | Umberto Atzori       |
| 2015                   | Jasper Bovenhuis      | Wouter Mol           | Twan Castelijns      |
| 2016                   | Maarten van Trijp     | Elmar Reinders       | Nicolai Brøchner     |
| 2017                   | Timothy Stevens       | Sjoerd Kouwenhoven   | René Hooghiemster    |
| 2018                   | Joshua Huppertz       | Cees Bol             | Dion Beukeboom       |
| 2019                   | Alexander Richardson  | Matthew Walls        | Gianni Marchand      |
| 2020-21                | anul·lades            | anul·lades           | anul·lades           |
| 2022                   | Elmar Reinders        | Maikel Zijlaard      | Tobias Kongstad      |
| 2023                   | Rasmus Bøgh Wallin    | Coen Vermeltfoort    | Mārtiņš Pluto        |
| 2024                   | Pete Uptegrove        | Jens van den Dool    | Bert-Jan Lindeman    |